# Brasão de armas de Honduras
O Brasão de Honduras é composto por símbolos alusivos ao seu território e história.
Em sua parte superior aparecem um conjunto de flechas que simboliza a população indígena do país e dois "chifres da abundância" que contém frutas e flores.
Na parte central, de forma ovalada, aparecem representadas abaixo um céu azul e sobre a água do mar, uma pirâmide e duas torres sobre elas aparece o arco-íris. Debaixo do arco, o sol nascente, símbolo da esperança e um vulcão entre os dois oceanos (Atlântico e Pacífico), que representa o território hondurenho. O círculo central está rodeado por uma borda branca na qual aparece escrito em letras de ouro: "República de Honduras. Libre, Soberana e Independiente. 15 de Septiembre de 1821" ("República de Honduras. Livre, Soberana e Independente. 15 de Setembro de 1821").
Na parte inferior aparecem representados algumas árvores (Pinus e Carvalhos), símbolos dos recursos naturais de Honduras; ferramentas de mineiros e as minas de onde se explorou o ouro e a prata.
Até o momento de sua independência, como todas as colônias espanholas, em Honduras se usou o escudo de armas dos reis da Espanha (não existia brasão nacional espanhol até 1868). Dionisio de Herrera, como o chefe do estado de Honduras, decretou a criação de um escudo nacional em 3 de outubro de  1825. O escudo junto aos símbolos de caráter histórico, incorporam elementos que representam os recursos naturais do país que devem ser objeto de preservação.
A descrição e os usos do escudo hondurenho aparecem regulamentados no decreto número 16 e no artigo 142 ditados pelo Congresso Nacional em 10 de janeiro de 1935.